# Kamalpur (Pakistan)
Kamalpur – miejscowość w Pakistanie, w prowincji Pendżab. W 2017 roku liczyła 11 656 mieszkańców.